# Ձ
Das Ja (Ձ und ձ) ist der 17. Buchstabe des armenischen Alphabets. Der Buchstabe stellt den Laut [d͡z] (westarmenisch: [t͡sʰ]) dar und wird im Deutschen mit dem Digraphen Ds (westarmenisch: Z) transkribiert.
Es ist dem Zahlenwert 80 zugeordnet. 

## Zeichenkodierung
Das Ja ist in Unicode an den Codepunkten U+0541 (Großbuchstabe) bzw. U+0571 (Kleinbuchstabe) zu finden.